# Andreas Palicka
Andreas Miroslav Palicka (* 10. Juli 1986 in Lund) ist ein schwedischer Handballspieler für Paris Saint-Germain und Mitglied der schwedischen Nationalmannschaft.

## Karriere

### Verein
Andreas Palicka begann in seiner Heimatstadt bei H 43 Lund mit dem Handballspiel. 2002 wurde er vom schwedischen Spitzenclub Redbergslids IK Göteborg unter Vertrag genommen, für den er auch in der ersten schwedischen Liga debütierte. Mit den Göteborgern gewann er 2003 die schwedische Meisterschaft.
2008 wechselte er zum deutschen Meister THW Kiel, wo er Nachfolger von Mattias Andersson wurde. Mit dem THW gewann er 2009, 2010, 2012, 2013, 2014 und 2015 die deutsche Meisterschaft, 2009, 2011, 2012 und 2013 den DHB-Pokal sowie 2010 und 2012 die Champions League.
Ab dem Sommer 2015 stand er beim dänischen Erstligisten Aalborg Håndbold unter Vertrag.
Im Sommer 2016 schloss er sich den Rhein-Neckar Löwen an und gewann in seiner ersten Saison erneut die deutsche Meisterschaft. Am 21. Dezember 2021 wurde die sofortige Auflösung seines Vertrages in beiderseitigem Verständnis von den Rhein-Neckar Löwen verkündet.
Bereits am 22. Dezember 2021 unterschrieb er bei seinem Ex-Klub in Göteborg bis zum Saisonende.
Zur Saison 2022/23 wechselte er zum französischen Spitzenklub Paris Saint-Germain.
Zur Saison 2025/26 wird er zum norwegischen Verein Kolstad IL wechseln, er unterschrieb dazu einen bis 2027 laufenden Vertrag.
Bundesligabilanz
| Saison    | Verein             | Spielklasse | Spiele | Tore | 7-Meter | Feldtore |
| --------- | ------------------ | ----------- | ------ | ---- | ------- | -------- |
| 2008/09   | THW Kiel           | Bundesliga  | 21     | 0    | 0       | 0        |
| 2009/10   | THW Kiel           | Bundesliga  | 9      | 0    | 0       | 0        |
| 2010/11   | THW Kiel           | Bundesliga  | 34     | 0    | 0       | 0        |
| 2011/12   | THW Kiel           | Bundesliga  | 34     | 0    | 0       | 0        |
| 2012/13   | THW Kiel           | Bundesliga  | 34     | 0    | 0       | 0        |
| 2013/14   | THW Kiel           | Bundesliga  | 34     | 1    | 0       | 1        |
| 2014/15   | THW Kiel           | Bundesliga  | 30     | 0    | 0       | 0        |
| 2016/17   | Rhein-Neckar Löwen | Bundesliga  | 22     | 2    | 0       | 2        |
| 2017/18   | Rhein-Neckar Löwen | Bundesliga  | 34     | 4    | 0       | 4        |
| 2018/19   | Rhein-Neckar Löwen | Bundesliga  | 31     | 1    | 0       | 1        |
| 2019/20   | Rhein-Neckar Löwen | Bundesliga  | 25     | 1    | 0       | 1        |
| 2020/21   | Rhein-Neckar Löwen | Bundesliga  | 32     | 5    | 0       | 5        |
| 2021/22   | Rhein-Neckar Löwen | Bundesliga  | 11     | 1    | 0       | 1        |
| 2008–2022 | gesamt             | Bundesliga  | 351    | 15   | 0       | 15       |

### Nationalmannschaft
Andreas Palicka hat bisher 173 A-Länderspiele für die schwedische Nationalmannschaft bestritten. Bei der Junioren-Weltmeisterschaft 2007 wurde er mit Schweden Weltmeister; im Finale besiegte man das deutsche Team. Bei der Europameisterschaft 2018 und der Weltmeisterschaft 2021 gewann er mit dem Team Silber, 2021 wurde er zudem als bester Torhüter ins All-Star-Team gewählt. Mit Schweden nahm er an den Olympischen Spielen in Tokio teil. Bei der Europameisterschaft 2022 bestritt er acht von neun Spielen auf dem Weg zum Titelgewinn. Im Halbfinale gegen Frankreich war er drei Mal mit Würfen ins leere gegnerische Tore erfolgreich; im Finale war er einmal erfolgreich. Beim Gewinn der Bronzemedaille bei der Europameisterschaft 2024 bestritt er sieben Spiele und parierte 38 % der Würfe auf sein Tor. Bei der Weltmeisterschaft 2025 bestritt er fünf Spiele und belegte mit dem Team den 14. Platz.

## Privates
Andreas Palicka ist verheiratet und hat zwei Kinder. Palicka hat tschechische Wurzeln, sein Vater kam aus der Tschechoslowakei nach Schweden.

## Erfolge
- mit Redbergslids IK
  - Schwedischer Meister
2003
- mit dem THW Kiel
  - Deutscher Meister
2009, 2010, 2012, 2013, 2014 und 2015
  - DHB-Pokalsieger
2009, 2011, 2012 und 2013
  - DHB-Supercup-Sieger
2008, 2011, 2012 und 2014
  - Champions-League-Sieger
2010 und 2012
  - Super Globe Sieger
2011
- mit den Rhein-Neckar Löwen
  - Deutscher Meister
2017
  - DHB-Pokalsieger
2018
  - DHB-Supercup-Sieger
2016, 2017 und 2018
- mit Paris Saint-Germain
  - Französischer Meister
2023, 2024, 2025
- mit der Nationalmannschaft
  - Junioren-Weltmeister
2007 (Torhüter des Turniers)
  - Silbermedaille Europameisterschaft 2018
  - Silbermedaille Weltmeisterschaft 2021
  - Goldmedaille Europameisterschaft 2022
  - Bronzemedaille Europameisterschaft 2024
- Auszeichnungen
  - Schwedens Torhüter der Saison 2006/07 und Torhüter der Saison 2007/08
  - Schwedens Handballer der Saison 2019/20[13]
  - All-Star-Team der Weltmeisterschaft 2021